# Яблочков, Павел Николаевич
Па́вел Никола́евич Я́блочков (2 [14] сентября 1847, Сердобск, Саратовская губерния — 19 [31] марта 1894, Саратов) — русский электротехник, военный инженер, изобретатель и предприниматель. Известен разработкой дуговой лампы (вошедшей в историю под названием «свеча Яблочкова») и другими изобретениями в области электротехники.

## Биография
Родился 2 (14) сентября 1847 года в деревне Яблочково (Жадовка) Сердобского уезда Саратовской губернии в семье обедневшего мелкопоместного дворянина, происходившего из старинного русского рода. Семья Яблочковых была культурной и образованной.

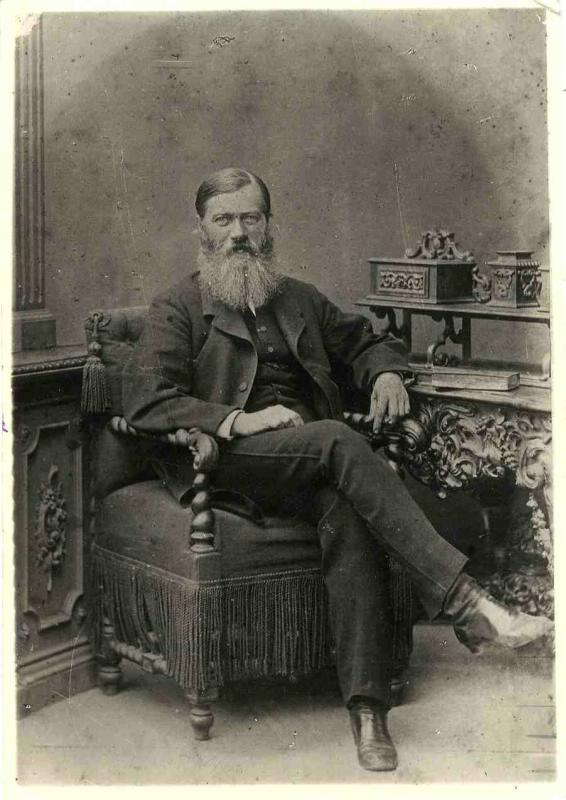
Н. П. Яблочков, отец изобретателя

Отец будущего изобретателя, Николай Павлович, в молодости учился в Морском кадетском корпусе, но по болезни со службы был уволен с награждением гражданским чином XIV класса (губернского секретаря). Мать Павла, Елизавета Петровна, вела хозяйство многочисленной семьи. Она отличалась властным характером и, по отзывам современников, держала всю семью «в руках».

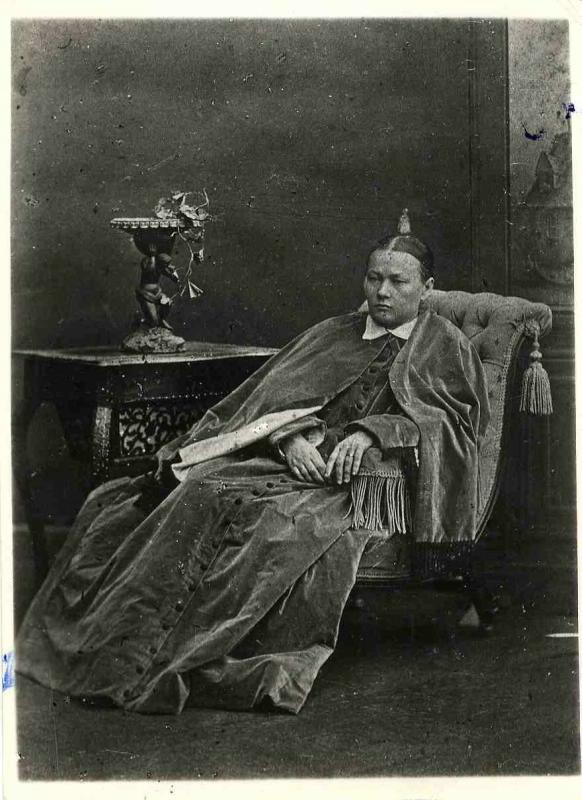
Е. П. Яблочкова, мать изобретателя

Яблочков с детства любил конструировать. Он придумал угломерный прибор для землемерных работ, которым крестьяне Петропавловки, Байки, Согласова и других окрестных сёл пользовались при земельных переделах; устройство для отсчёта пути, пройденного телегой — прообраз современных одометров.
Летом 1858 года, по настоянию жены, Н. П. Яблочков отвёз сына в Саратовскую мужскую гимназию, где после успешных экзаменов Павла зачислили сразу во второй класс. Однако в конце ноября 1862 года Николай Павлович отозвал сына из 5-го класса гимназии и увёз домой, в Петропавловку. Не последнюю роль в этом сыграло тяжёлое материальное положение семьи. Было решено определить Павла в Николаевское инженерное училище. Но для поступления туда у Павла не хватало необходимых знаний. Поэтому несколько месяцев он обучался в частном Подготовительном пансионе, который содержал военный инженер Ц. А. Кюи. Цезарь Антонович оказал большое влияние на Яблочкова, возбудил у будущего изобретателя интерес к науке. Их знакомство продолжалось до самой смерти учёного.

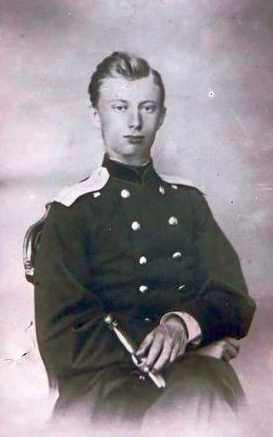
П. Н. Яблочков, выпускник Инженерного училища (1866)

30 сентября 1863 года, блестяще сдав трудный вступительный экзамен, Яблочков был зачислен в Николаевское училище, в младший кондукторский класс. Строгий распорядок дня и соблюдение воинской дисциплины принесли определённую пользу: он окреп физически, получил воинскую закалку. В августе 1866 года Яблочков окончил училище по первому разряду, получив чин инженер-подпоручика. Его назначили младшим офицером в 5-й сапёрный батальон, расквартированный в Киевской крепости. Родители мечтали видеть его офицером, его же самого военная карьера не привлекала. Прослужив в батальоне немногим более года, он, сославшись на болезнь, уволился с военной службы, получив при этом чин поручика.
В январе 1869 года Яблочков вернулся на военную службу. Его командируют в Техническое гальваническое заведение в Кронштадте, в то время это была единственная в России школа, которая готовила военных специалистов в области электротехники. Там П. Н. Яблочков познакомился с новейшими достижениями в области изучения и технического применения электрического тока, особенно в минном деле, основательно повысил свою теоретическую и практическую электротехническую подготовку. Через восемь месяцев, по окончании Гальванического заведения, он был назначен начальником гальванической команды в тот же 5-й сапёрный батальон. Однако едва только истёк трёхлетний срок службы, он 1 сентября 1872 года окончательно уволился в запас. Незадолго перед отъездом из Киева Яблочков женился.

### Начало изобретательской деятельности

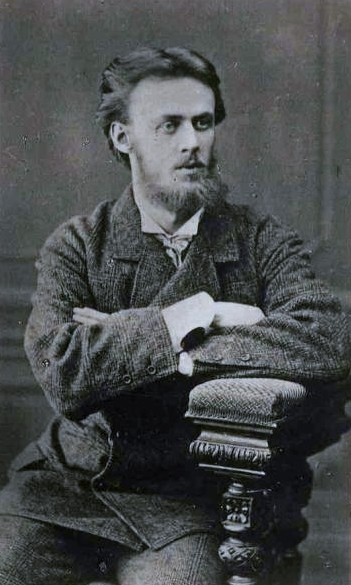
П. Н. Яблочков в годы работы в Москве

Уволившись в запас, П. Н. Яблочков устроился на Московско-Курскую железную дорогу начальником службы телеграфа. Уже в начале своей службы на железной дороге П. Н. Яблочков сделал своё первое изобретение: создал «черно-пишущий телеграфный аппарат». Подробности об этом изобретении неизвестны.
Яблочков являлся членом кружка электриков-изобретателей и любителей электротехники при Политехническом музее. Здесь он узнал об опытах А. Н. Лодыгина по освещению улиц и помещений электрическими лампами накаливания, после чего решил заняться усовершенствованием существовавших тогда дуговых ламп. Свою изобретательскую деятельность он начал с попытки усовершенствовать наиболее распространённый в то время регулятор Фуко. Регулятор был очень сложный, действовал с помощью трёх пружин и требовал к себе непрерывного внимания.
Весной 1874 года Яблочкову представилась возможность практически применить электрическую дугу для освещения. Из Москвы в Крым должен был следовать правительственный поезд. Администрация Московско-Курской дороги в целях безопасности движения задумала осветить этому поезду железнодорожный путь ночью и обратилась к Яблочкову как инженеру, интересующемуся электрическим освещением. Он охотно дал согласие. Впервые в истории железнодорожного транспорта на паровозе установили прожектор с дуговой лампой — регулятором Фуко. Яблочков, стоя на передней площадке паровоза, менял угли, подкручивал регулятор; а когда меняли паровоз, он перетаскивал свой прожектор и провода с одного локомотива на другой и укреплял их. Это продолжалось весь путь, и хотя опыт удался, он ещё раз убедил Яблочкова, что широкого применения такой способ электрического освещения получить никак не может и нужно упрощать регулятор.
Уйдя в 1874 году со службы на телеграфе, Яблочков открыл в Москве мастерскую физических приборов. По воспоминаниям одного из современников:

Это был центр смелых и остроумных электротехнических мероприятий, блестевших новизной и опередивших на 20 лет течение времени.

Совместно с опытным электротехником Н. Г. Глуховым Яблочков занимался в мастерской усовершенствованием аккумуляторов и динамо-машины, проводил опыты по освещению большой площади огромным прожектором. В мастерской Яблочкову удалось создать электромагнит оригинальной конструкции. Он применил обмотку из медной ленты, поставив её на ребро по отношению к сердечнику. Это было его первое изобретение, здесь же Яблочков вёл работы по усовершенствованию дуговых ламп.
Наряду с опытами по усовершенствованию электромагнитов и дуговых ламп Яблочков и Глухов большое значение придавали электролизу растворов поваренной соли. Сам по себе незначительный факт сыграл большую роль в дальнейшей изобретательской судьбе П. Н. Яблочкова. В 1875 году во время одного из многочисленных опытов по электролизу параллельно расположенные угли, погружённые в электролитическую ванну, случайно, коснулись друг друга. Тотчас между ними вспыхнула электрическая дуга, на короткий миг осветившая ярким светом стены лаборатории. Именно в эти минуты у Павла Николаевича возникла идея более совершенного устройства дуговой лампы (без регулятора межэлектродного расстояния) — будущей «свечи Яблочкова».

### Мировое признание

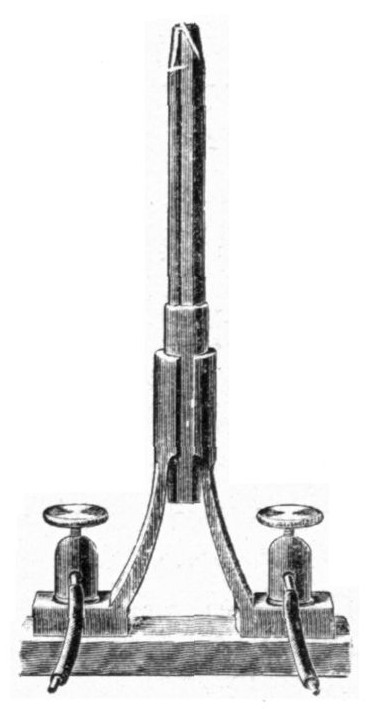
Устройство «свечи Яблочкова»

#### «Свеча Яблочкова»
В октябре 1875 года, отправив жену с детьми в Саратовскую губернию, к родителям, Яблочков уезжает за границу с целью показать в США на всемирной выставке в Филадельфии свои изобретения и достижения русской электротехники и изучить постановку электротехники в других странах.
В этот период в мастерской усилились финансовые проблемы. По этой причине осенью 1875 года ему пришлось переехать в Париж. Здесь Яблочков изучал мастерские физических приборов академика Л. Бреге, с аппаратами которого был знаком ранее по работе начальником телеграфа в Москве. Бреге предложил русскому инженеру место в его фирме.
Париж стал тем городом, где Яблочков быстро достиг выдающегося успеха. Его не покидала мысль о создании дуговой лампы без регулятора. В Москве сделать это ему не удалось, но последние опыты показали, что создание реально. К началу весны 1876 года Яблочков завершил разработку конструкции электрической свечи и 23 марта получил на неё французский патент за № 112024, содержащий краткое описание свечи в её первоначальных формах и изображение этих форм.
Свеча Яблочкова оказалась проще, удобнее и дешевле в эксплуатации, чем угольная лампа А. Н. Лодыгина, не имея механизмов и пружин. Она представляла собой два стержня, разделённых изоляционной прокладкой из каолина. Каждый из стержней зажимался в отдельной клемме подсвечника. На верхних концах зажигался дуговой разряд, и пламя дуги ярко светило, постепенно сжигая угли и испаряя изоляционный материал. Яблочкову пришлось много поработать над выбором подходящего изолирующего вещества и над методами получения подходящих углей. Позднее он пытался менять окраску электрического света, прибавляя в испаряющуюся перегородку между углями различные металлические соли.
15 апреля 1876 года в Лондоне фирма Бреге приняла участие в выставке физических приборов. Своим представителем на выставку Бреге направил Яблочкова. Параллельно ученый экспонировал самостоятельно, выставив свою свечу. На невысоких металлических постаментах Яблочков поставил четыре своих свечи, обёрнутых в асбест и установленных на большом расстоянии друг от друга. К светильникам подвёл по проводам ток от динамо-машины, находившейся в соседнем помещении. Поворотом рукоятки ток был включён в сеть, и залил помещение ярким голубоватым электрическим светом. Публика высоко оценила изобретение.
Успех свечи Яблочкова превзошёл ожидания: мировая печать (французская, английская, немецкая), писала: «Вы должны видеть свечу Яблочкова»; «Изобретение русского отставного военного инженера Яблочкова — новая эра в технике»; «Свет приходит к нам с Севера — из России»; «Северный свет, русский свет, — чудо нашего времени»; «Россия — родина электричества» и т. д.
Компании по коммерческой эксплуатации «свечи Яблочкова» были основаны во многих странах мира.
После неудачной попытки организовать акционерную компанию в России, Яблочков передал права на свою русскую привилегию (авторское право) учреждённой им в Париже компании. Чтобы иметь право открыть мастерскую по изготовлению свечей Яблочкова в Петербурге, ему пришлось теперь выкупить обратно русскую привилегию.
Руководители парижской «Генеральной компании электричества с патентами Яблочкова» потребовали за обратную передачу патента принадлежавшие Яблочкову акции этой компании на сумму в миллион франков.
Стремясь организовать реализацию электрического освещения по изобретённому им методу непосредственно в России, Яблочков согласился на это требование, отдал свои акции, тем самым лишив себя участия в доходах парижского товарищества.
Свечи Яблочкова появились в продаже и имели успех. Так, к примеру, предприятие Бреге ежедневно выпускало свыше 8 тысяч свечей. Каждая свеча стоила около 20 копеек и горела 1,5 часа; по истечении этого времени приходилось вставлять в фонарь новую свечу. Впоследствии были придуманы фонари с автоматической заменой свечей.

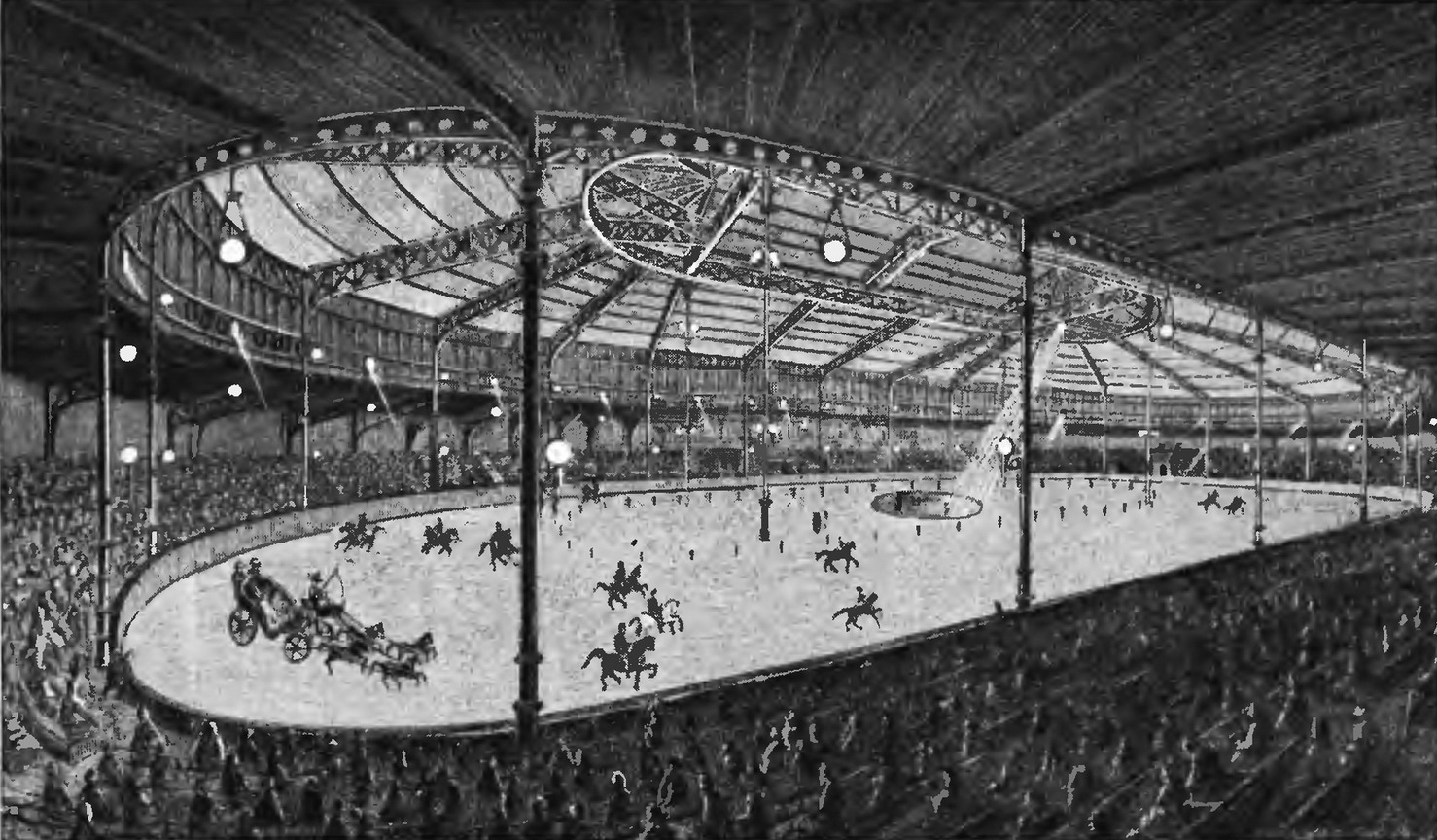
Ипподром, освещённый свечами Яблочкова

В феврале 1877 года электрическим светом были освещены фешенебельные магазины Лувра. Затем свечи Яблочкова стали применяться на площади перед зданием оперного театра. В мае 1877 года они впервые осветили одну из магистралей столицы — Avenue de l’Opera. Жители французской столицы, привыкшие к тусклому газовому освещению улиц и площадей, в начале сумерек выходили на улицы, чтобы полюбоваться гирляндами белых матовых шаров, установленных на высоких металлических столбах. И когда все фонари разом вспыхивали ярким и приятным светом, публика приходила в восторг. Не меньшее восхищение вызывало освещение огромного парижского крытого ипподрома. Его беговая дорожка освещалась 20 дуговыми лампами с отражателями, а места для зрителей — 120 электрическими свечами Яблочкова, расположенными в два ряда.
17 июня 1877 года в Лондоне свечи Яблочкова стали использоваться в Вест-Индских доках, несколько позже — на набережной Темзы, мосту Ватерлоо, в отеле «Метрополь», Гатфильдском замке, Вестгейтских морских пляжах. Успех освещения по системе Яблочкова вызвал среди акционеров могущественных английских газовых компаний панику. Для дискредитации нового способа освещения использовались обман, клевета и подкупы. По их настоянию английский парламент учредил в 1879 году даже специальную комиссию с целью рассмотрения вопроса о допустимости широкого использования электрического освещения в Британской империи. После длительных дебатов и выслушивания свидетельских показаний мнения членов комиссии разделились.
Почти одновременно с Англией свечи Яблочкова начали использоваться в помещении торговой конторы Юлия Михаэлиса в Берлине. Новое электрическое освещение с исключительной быстротой стало применяться в Бельгии, Испании, Португалии и Швеции. В Италии им осветили развалины Колизея, Национальную улицу и площадь Колонна в Риме, в Вене — Фольскгартен, в Греции — Фалиронскую бухту, а также площади и улицы, морские порты и магазины, театры и дворцы в других странах.
Далее сияние «русского света» распространилось в США. Он появился в Сан-Франциско, а 26 декабря 1878 года свечи Яблочкова осветили магазины Винемара в Филадельфии; улицы и площади Рио-де-Жанейро и городов Мексики, появились в Дели, Калькутте, Мадрасе и ряде других городов Индии и Бирмы. Персидский шах и король Камбоджи начали использовать свечи Яблочкова в своих дворцах.
В России первая проба электрического освещения по системе Яблочкова была проведена 11 октября 1878 года. В этот день были освещены казармы Кронштадтского учебного экипажа и площадь у дома, занимаемого командиром Кронштадтского морского порта. Спустя две недели, 4 декабря 1878 года, свечи Яблочкова, 8 шаров, впервые осветили Большой театр в Петербурге. Как писала газета «Новое время» в номере от 6 декабря, когда

… внезапно зажгли электрический свет, по зале мгновенно разлился белый яркий, но не режущий глаз, а мягкий свет, при котором цвета и краски женских лиц и туалетов сохраняли свою естественность, как при дневном свете. Эффект был поразительный.

Ни одно из изобретений в области электротехники не получало столь быстрого и широкого распространения, как свечи Яблочкова.

#### Другие изобретения
В годы пребывания во Франции Яблочков работал не только над изобретением и усовершенствованием электрической свечи, но и над решением других практических задач. С марта 1876 по октябрь 1877 он совершил ряд других изобретений и открытий. П. Н. Яблочков сконструировал первый генератор переменного тока, который, в отличие от постоянного тока, обеспечивал равномерное выгорание угольных стержней в отсутствие регулятора, первым применил переменный ток для промышленных целей, создал трансформатор переменного тока (30 ноября 1876 года, дата получения патента, считается датой появления первого трансформатора), электромагнит с плоской обмоткой и впервые использовал статические конденсаторы в цепи переменного тока. Открытия и изобретения позволили Яблочкову первому в мире создать систему «дробления» электрического света, то есть питания большого числа свечей от одного генератора тока, основанную на применении переменного тока, трансформаторов и конденсаторов.

21 апреля 1876 года П. Н. Яблочкова избрали в действительные члены французского физического Общества. В уведомлении от 22 апреля говорилось:
Милостивый государь!
Я имею честь поставить Вас в известность, что Вы избраны в члены Французского физического общества в заседании от 21 апреля.
Вы можете быть уверены, что найдёте в обществе сердечные товарищеские чувства, которые Вы и вправе ожидать, а мы, со своей стороны, не сомневаемся, что Вы приложите все Ваши усилия для содействия нашему общему успеху.
Я считаю своим долгом в частности Вас просить осведомить о нашей работе лиц, интересующихся прогрессом физики, и сблизить их с нами.
Остаюсь с наилучшими чувствами,
Ваш весьма преданный коллега главный секретарь д`Альмейда

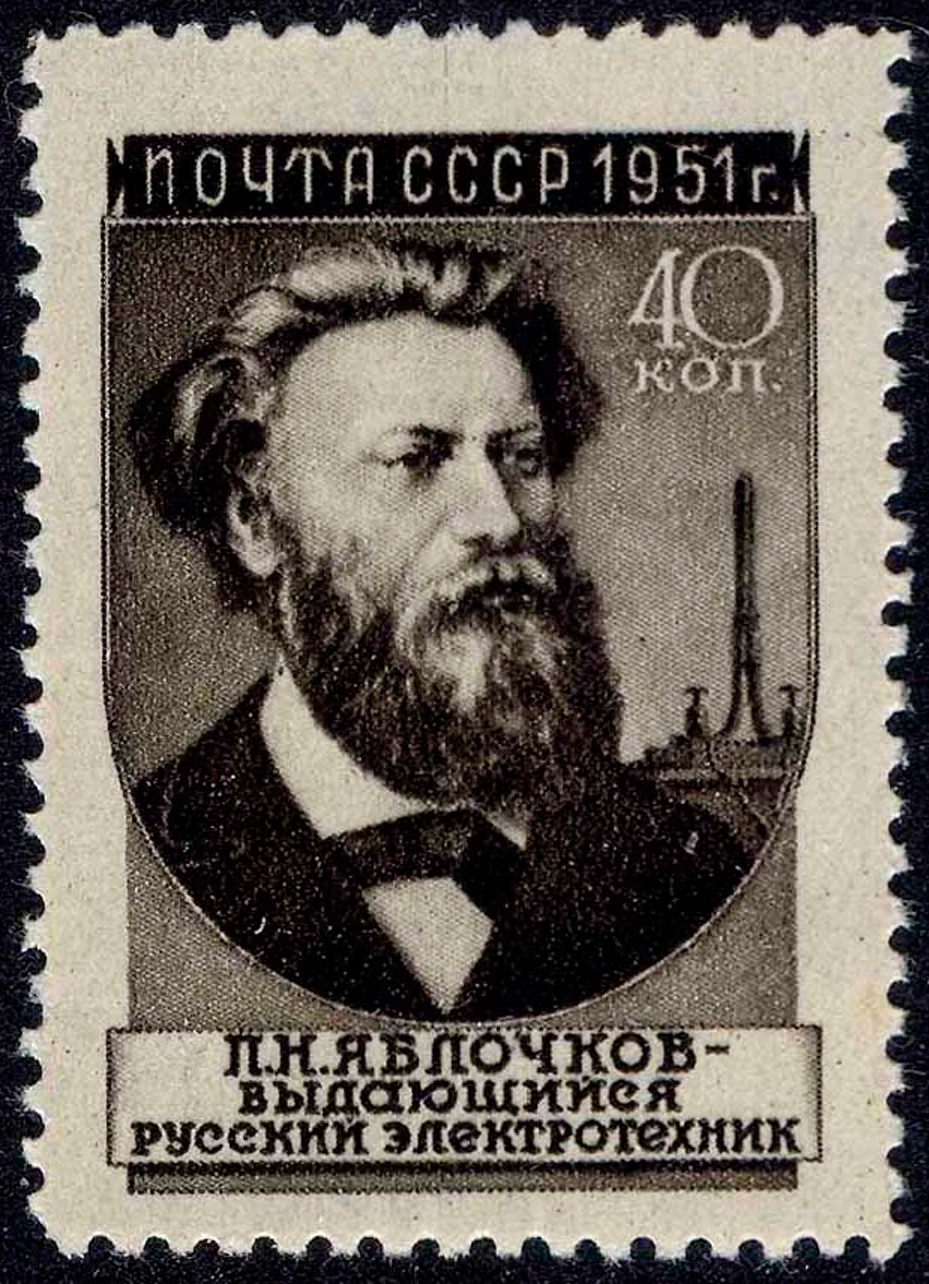
Почтовая марка СССР, посвящённая П. Н. Яблочкову, 1951,

В 1877 году русский морской офицер А. Н. Хотинский принимал в Америке крейсеры, строящиеся по заказу России. Он посетил лабораторию Эдисона и передал ему лампу накаливания А. Н. Лодыгина и «свечу Яблочкова» со схемой дробления света. Эдисон подобрал для волоска лампы более удачный материал: обугленный бамбук, помещённый в вакуум, обеспечил бо́льшую продолжительность работы и в ноябре 1879 года получил на устройство патент как на своё изобретение.
Яблочков выступил в печати против американцев, заявив, что Томас Эдисон украл у русских не только их мысли и идеи, но и их изобретения. Профессор В. Н. Чиколев писал тогда, что способ Эдисона не нов и обновления его ничтожны.
В 1878 году Яблочков вернулся в Россию, чтобы заняться проблемой распространения электрического освещения. На родине он был встречен как изобретатель-новатор. Вскоре после приезда изобретателя в Петербург была учреждена акционерная компания «Товарищество электрического освещения и изготовления электрических машин и аппаратов П. Н. Яблочков-изобретатель и Ко», в числе акционеров которой были промышленники, финансисты, военные — поклонники электрического освещения свечами Яблочкова. Содействие изобретателю оказывали генерал-адмирал Константин Николаевич, композитор Н. Г. Рубинштейн и другие известные лица. Компания открыла свой электротехнический завод на Обводном канале.
Весной 1879 года товарищество «Яблочков-изобретатель и Ко» соорудило ряд установок электрического освещения. Большинство работ по установке электрических свечей, разработке технических планов и проектов проводилось под руководством Павла Николаевича. Свечи Яблочкова, изготовляемые парижским, а затем петербургским заводом общества, зажглись в Москве и Подмосковье, Ораниенбауме, Киеве, Нижнем Новгороде, Гельсингфорсе (Хельсинки), Одессе, Харькове, Николаеве, Брянске, Архангельске, Полтаве, Красноводске, Саратове и других городах России.
С наибольшим интересом изобретение П. Н. Яблочкова было встречено в учреждениях военно-морского флота. К середине 1880 года в России было установлено около 500 фонарей со свечами Яблочкова. Из них больше половины было установлено на военных судах и на заводах военного и военно-морского ведомств. Например, на Кронштадтском пароходном заводе было установлено 112 фонарей, на царской яхте «Ливадия» — 48 фонарей, на других судах флота — 60 фонарей, при этом установки для освещения улиц, площадей, вокзалов и садов имели каждая не более 10-15 фонарей.
Однако электрическое освещение в России не получило такого широкого распространения, как за границей. Причин для этого было много: русско-турецкая война, требующая много средств, техническая отсталость России, инертность, предвзятость городских властей. Не удалось создать и сильную компанию с привлечением крупного капитала. Недостаток средств ощущался всё время. Немаловажную роль сыграла и неопытность в финансово-коммерческих делах главы предприятия. Яблочков часто отлучался по делам в Париж, а в правлении, как писал В. Н. Чиколев в «Воспоминаниях старого электрика», «недобросовестные администраторы нового товарищества стали швырять деньги десятками и сотнями тысяч, благо они давались легко!» К тому же к 1879 году Т. Эдисон в Америке довёл до практического совершенства лампу накаливания, которая полностью вытеснила дуговые лампы.
14 апреля 1879 года П. Н. Яблочкова наградили именной медалью императорского Русского технического общества (РТО). В уведомление о награждении говорилось:

Императорское русское техническое общество, 8 мая 1879 г., № 215.
Действительному члену императорского Русского технического общества Павлу Николаевичу Яблочкову:
Принимая во внимание, что Вы своими трудами и настойчивыми многолетними исследованиями и опытами первым достигли удовлетворительного на практике разрешения вопроса об электрическом освещении, общее собрание гг. членов императорского Русского технического общества в заседании 14 апреля сего года согласно предложению Совета общества, присудило Вам медаль с надписью «Достойному Павлу Николаевичу Яблочкову».
Поставляя приятным долгом сообщить Вам, Милостивый государь, об этом постановлении Общего собрания, Совет общества имеет честь препроводить Вам изготовленную по распоряжению его медаль.
— Председатель императорского Русского технического общества Пётр Кочубей. Секретарь Львов.
30 января 1880 года в Санкт-Петербурге прошло первое учредительное собрание Электротехнического (VI) отдела РТО, на котором П. Н. Яблочков был избран заместителем председателя («кандидатом по председателе»). По инициативе П. Н. Яблочкова, В. Н. Чиколева, Д. А. Лачинова и А. Н. Лодыгина в 1880 году был основан один из старейших российских технических журналов «Электричество».
В том же 1880 году Яблочков переехал в Париж, где начал готовиться к участию в первой Международной электротехнической выставке для организации выставочного стенда, посвящённого своим изобретениям, Яблочков вызывал в Париж некоторых сотрудников своей фирмы. В их числе был российский изобретатель, создатель электрической дуговой сварки Николай Николаевич Бенардос, с которым Яблочков познакомился в 1876 году. Для подготовки экспозиции Яблочкова была использована электротехническая экспериментальная лаборатория при журнале «Электрисьен».
Выставка, которая открылась 1 августа 1881 года, показала, что свеча Яблочкова и его система освещения начали терять своё значение. Хотя изобретения Яблочкова получили высокую оценку и были признаны постановлением Международного жюри вне конкурса, она потеряла свою актуальность в сравнении с лампой накаливания, которая могла гореть 800—1000 часов без замены. Её можно было много раз зажигать, гасить и снова зажигать. К тому же она была и экономичнее свечи. Всё это оказало сильное влияние на дальнейшую работу Павла Николаевича и с этого времени он целиком переключился на создание мощного и экономичного химического источника тока. В ряде схем химических источников тока Яблочков впервые предложил для разделения катодного и анодного пространства деревянные сепараторы. Впоследствии такие сепараторы нашли широкое применение в конструкциях свинцовых аккумуляторов.
Работы с химическими источниками тока оказались не только малоизученными, но и опасными для жизни. Проводя эксперименты с хлором, Яблочков сжёг себе слизистую оболочку лёгких.
Яблочков участвовал в работе первого Международного конгресса электриков, проходившего в 1881 году в Париже. За участие в выставке и конгрессе он был награждён французским орденом Почётного легиона.

### Последние годы жизни

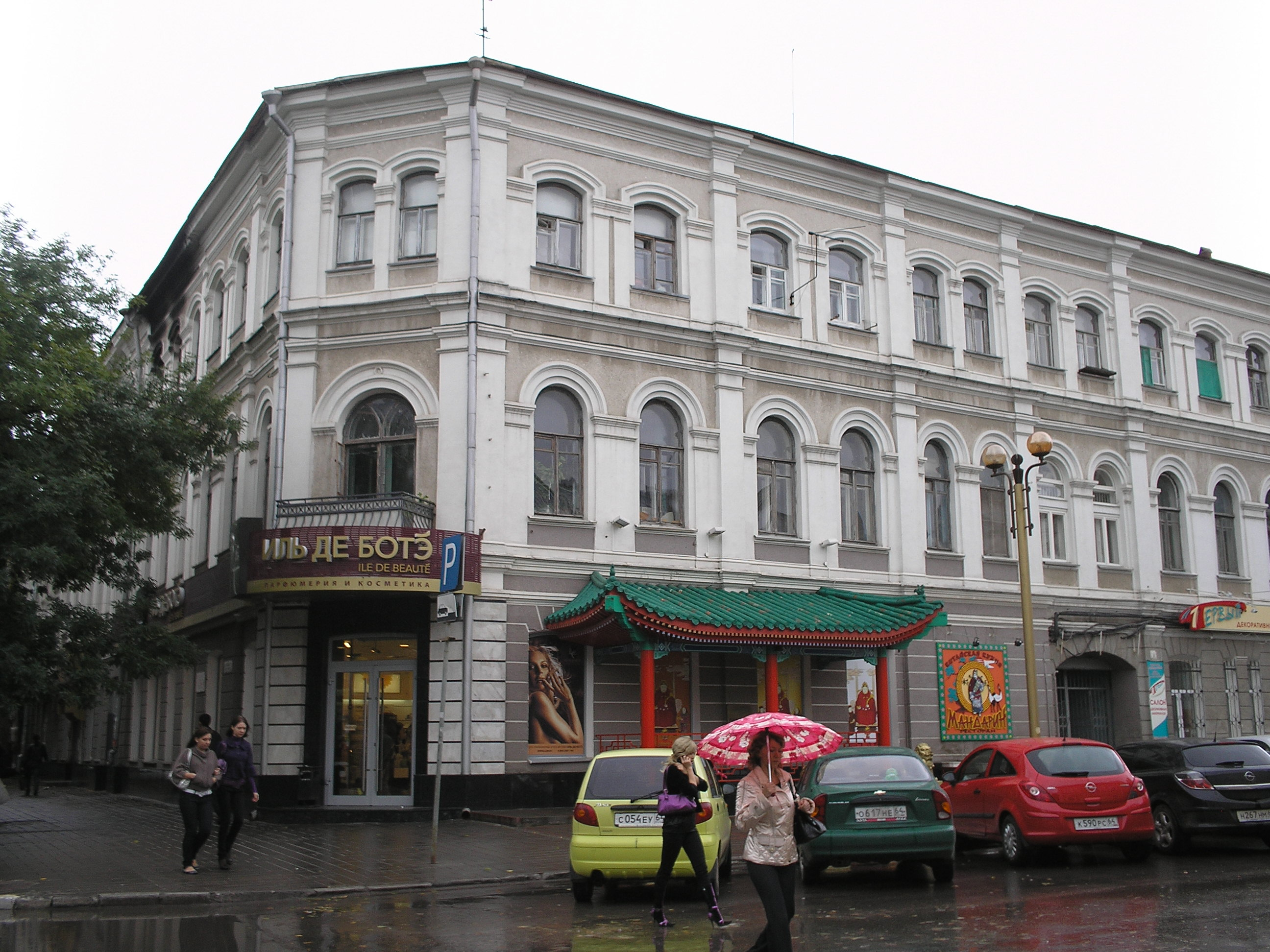
Саратов. Бывшие «Центральные номера» Очкина, где жил П. Н. Яблочков с 1893 по 1894 год

В декабре 1892 года Яблочков окончательно переезжает в Россию. Он привозит свои заграничные патенты № 112024, 115703 и 120684, заплатив за них выкуп в миллион рублей, что составило все его состояние. В Петербурге Яблочков сильно заболел, чувствовались усталость и последствия от взрыва в 1884 году натровой батареи, где он чуть не погиб и перенёс после этого два инсульта. Дождавшись приезда из Парижа его второй жены Марии Николаевны и сына Платона, Яблочков уехал с ними в Саратовскую губернию.
Из Саратова Яблочковы переехали в Аткарский уезд Саратовской губернии, где близ села Колено находилось доставшееся Павлу Николаевичу по наследству небольшое имение Двоёнки. Пробыв в нём недолго, Яблочковы направились в Сердобский уезд, чтобы поселиться в «отчем доме», а потом поехать на Кавказ. Однако родительского дома в селе Петропавловке уже не существовало, за несколько лет до приезда сюда учёного он сгорел. Семья ученого остановилась у старшей сестры Екатерины и её мужа М. К. Эшлиман (Эшельман), поместье которых находилось в селе Иваново-Кулики (ныне Ртищевского района).
Яблочков планировал заняться научными исследованиями, но очень скоро понял, что в условиях глухой деревни это не представляется возможным. Это заставило Яблочковых в начале зимы (предположительно, в ноябре 1893 года) переехать в Саратов и поселиться в «Центральных номерах» Очкина, на втором этаже. Его номер быстро превратился в рабочий кабинет, где учёный, большей частью ночью, когда его никто не отвлекал, работал над чертежами электроосвещения Саратова. Здоровье Яблочкова ухудшалось с каждым днём: слабело сердце, затруднялось дыхание. Болезнь сердца повлекла за собой водянку, отеки ног.
19 (31) марта 1894 года в 6 часов утра П. Н. Яблочков скончался. 21 марта прах был перевезён для похорон в родные места. 23 марта был похоронен на окраине села Сапожок (ныне Ртищевского района), в ограде Михайло-Архангельской церкви в фамильном склепе.

### Семья
П. Н. Яблочков дважды состоял в браке.
- Первая жена — Никитина Любовь Ильинична (1849—1887). В браке родились:
  - Наталья (1871—1886);
  - Борис (1872—1903) — инженер-изобретатель, увлекался воздухоплаванием, работал над составлением новых сильнодействующих взрывчатых веществ и боеприпасов;
  - Александра (1874—1888);
  - Андрей (1873—1921).
- Вторая жена — Альбова Мария Николаевна. В браке родился сын Платон, ставший впоследствии инженером[16].

## Масонская деятельность
Проживая в Париже, Яблочков прошёл масонское посвящение в масонской ложе «Труд и верные друзья истины» № 137 (фр. Travail et Vrais Amis Fidèles). Досточтимым мастером этой ложи стал 25 июня 1887 года. В том же году в Париже он основал первую русскую ложу — «Космос» и стал её первым досточтимым мастером. В эту ложу входили многие русские, жившие во Франции. В 1888 году в ней получили посвящение такие известные впоследствии русские деятели, как М. М. Ковалевский, Е. В. де Роберти и Н. А. Котляревский. Яблочков хотел превратить ложу «Космос» в элитарную, объединяющую в своих рядах лучших представителей науки, литературы и искусства. После отъезда из Франции Яблочкова и его смерти ложа на какое-то время перестала проводить собрания, и сумела возобновить свои работы только в 1899 году.

## Память

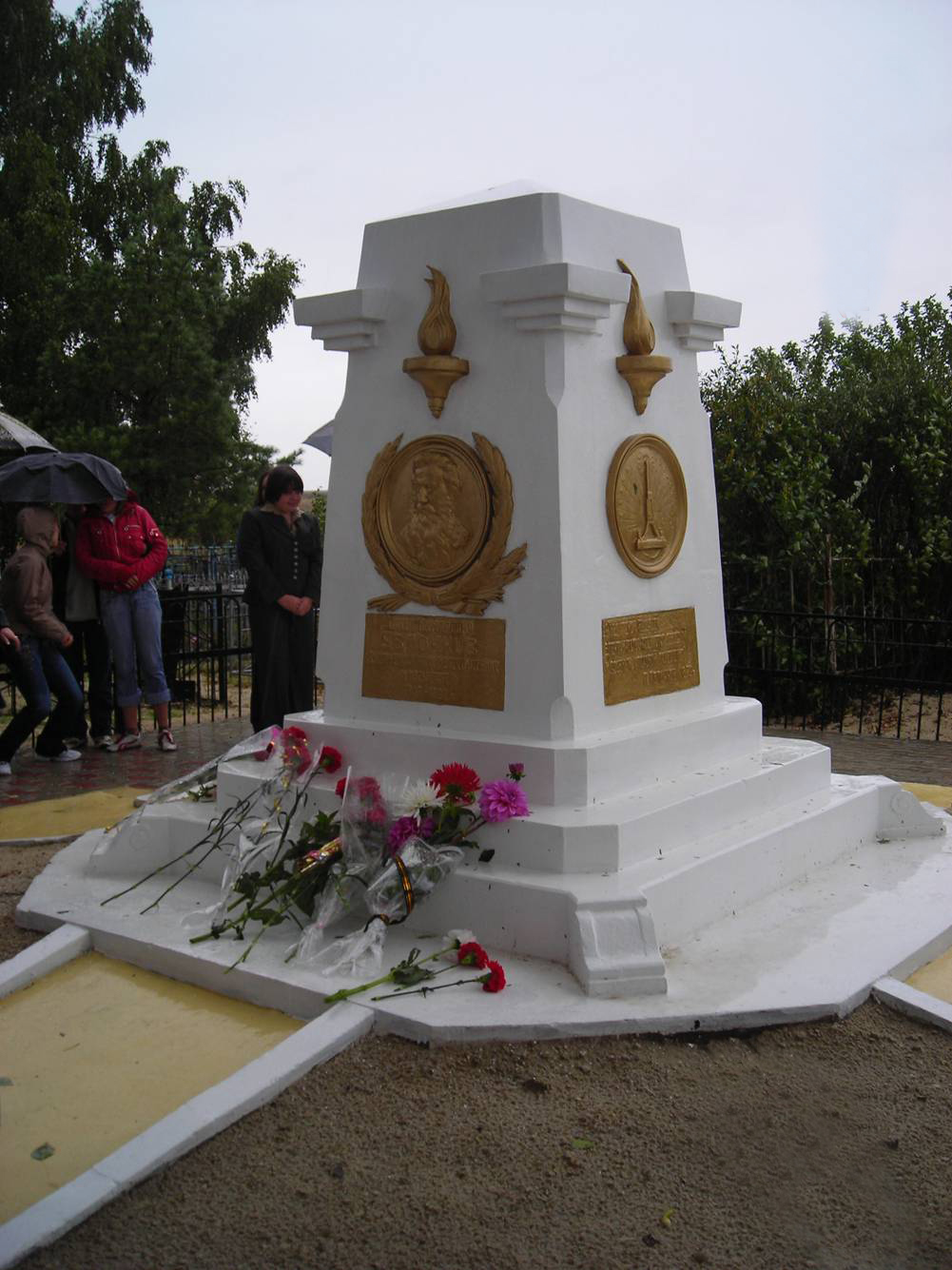
Памятник на могиле П. Н. Яблочкова (село Сапожок, Ртищевский район)
Бюст П. Н. Яблочкова в Саратове возле Колледжа радиоэлектроники
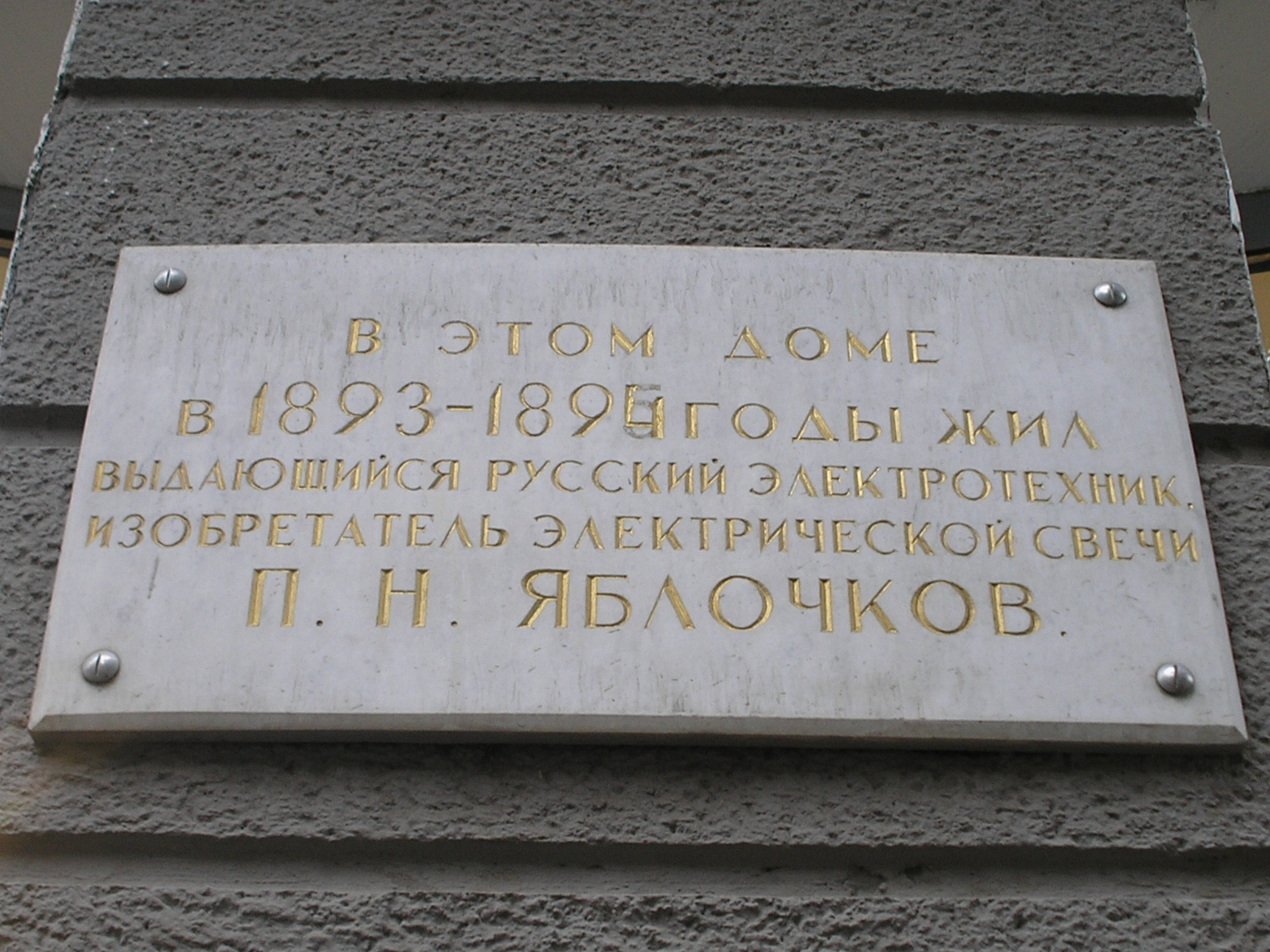
Саратов. Мемориальная доска на фасаде дома № 35 на углу улиц М. Горького и Яблочкова
Памятник П. Н. Яблочкову в Сердобске

- В конце 1930-х годов Михайло-Архангельскую церковь разрушили, при этом пострадал и фамильный склеп Яблочковых. Затерялась было и сама могила изобретателя свечи. Однако накануне 100-летия учёного президент АН СССР С. И. Вавилов принял решение уточнить место захоронения Павла Николаевича. По его инициативе была создана комиссия. Её члены объехали более 20 сёл Ртищевского и Сердобского районов, опрашивали старожилов, изучали архивные документы. В архивах Саратовского областного загса им удалось отыскать метрическую книгу приходской церкви села Сапожок. По решению АН СССР на могиле П. Н. Яблочкова был воздвигнут памятник. Его открытие состоялось 26 октября 1952 года. Автор монумента неизвестен. Памятник представляет собой каменное изваяние. На лицевой стороне — барельеф с изображением изобретателя, а ниже установлена мемориальная доска, на которой выбиты слова: «Здесь покоится прах Павла Николаевича Яблочкова — выдающегося русского изобретателя в области электротехники (1847—1894 гг.)». По боковым сторонам скульптор изваял изображение свечи Яблочкова, электрической машины эклипс, гальванических элементов. На памятнике выбиты слова Павла Николаевича: «Электрический ток будет подаваться в дома как газ или вода».
- На фасаде дома № 35 на углу улиц М. Горького и Яблочкова в Саратове, установлена мемориальная доска, говорящая: «В этом доме в 1893—1894 гг. жил выдающийся русский электротехник, изобретатель электрической свечи Павел Николаевич Яблочков».
- На фасаде бывшего дома Эшлиман в селе Ивано-Кулики (Ртищевский район), установлена мемориальная доска, говорящая: «В этом доме часто бывал русский учёный электротехник Яблочков Павел Николаевич».
- В 1947 году — в связи со 100-летием со дня рождения П. Н. Яблочкова, его имя присвоено Саратовскому электромеханическому техникуму (ныне Колледж радиоэлектроники). При входе в колледж осенью 1969 года установлен бюст изобретателя, созданный скульптором К. С. Суминовым.
- В 1992 году в Сердобске П. Н. Яблочкову установлен памятник.
- Имя Яблочкова носят улицы в Москве (улица Яблочкова), Санкт-Петербурге (улица Яблочкова), Севастополе, Астрахани, Саратове, Пензе, Ртищево, Сердобске, Балашове, Перми, Владимире, Рязани, Йошкар-Оле и других городах России, а также в городе Киеве на Украине.
- В 1947 году была учреждена премия Яблочкова за лучшую работу по электротехнике, которая присуждается 1 раз в три года[23].
- В 1951 году в СССР была выпущена почтовая марка, посвящённая П. Н. Яблочкову  (ЦФА [АО «Марка»] #1633; Mi #1581).
- В 1970 году в честь П. Н. Яблочкова назван кратер Яблочков[англ.] на обратной стороне Луны[24].
- В 1987 году Министерством связи СССР был выпущен художественный маркированный конверт, посвящённый 140-летию со дня рождения П. Н. Яблочкова.
- В 1997 году в России был выпущен художественный маркированный конверт с оригинальной маркой, посвящённый 150-летию со дня рождения изобретателя.
- В июне 2012 года в Пензе открыт технопарк «Яблочков». Основная его специализация: информационные технологии, точное приборостроение, материаловедение.
- В 2013 году авиакомпания «Аэрофлот» назвала самолёт A320-214 VP-BLR именем «Павел Яблочков»[25]
- С 1995 года Отделением физико-технических проблем энергетики Российской академии наук присуждается Премия имени П. Н. Яблочкова за выдающиеся работы в области электрофизики и электротехники[26].
- С 2017 года в Санкт-Петербурге производятся зарядные станции для электротранспорта под брендом «Яблочков». При выборе наименования для компании основатели вдохновлялись биографией и достижениями П. Н. Яблочкова в области электротехники. Первая модель зарядной станции данной компании носит наименование «Свеча» — в честь Свечи Яблочкова[27].

## Адреса в Санкт-Петербурге
- 1878—1894 — дом Гассе — Литейный проспект, 36, кв. 4.

## Литература

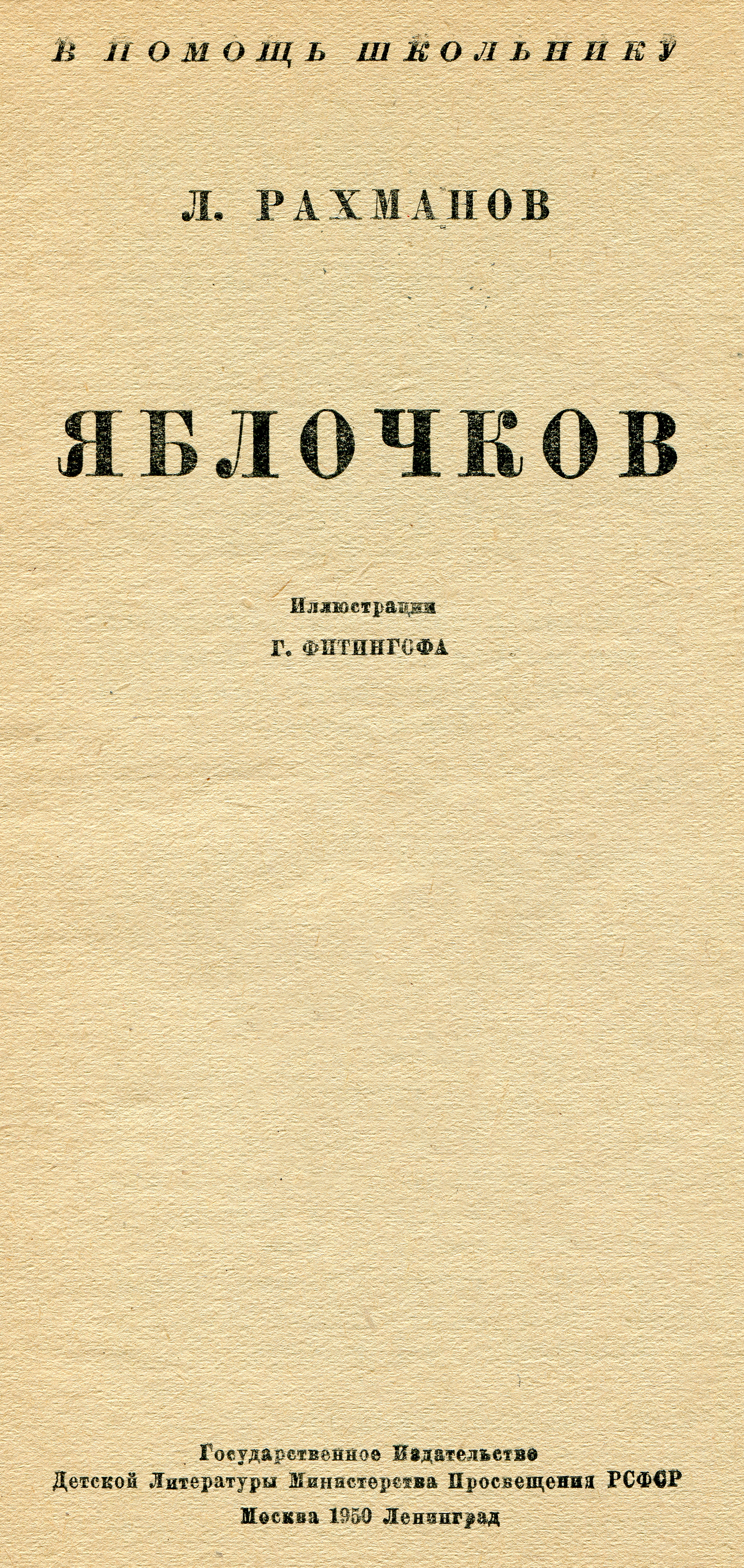
Леонид Рахманов. Яблочков
(: Детгиз, 1950).